# Vuelta a Suiza 2018
La 82.ª edición de la Vuelta a Suiza (oficialmente: Tour de Suisse) se celebró entre el 9 al 17 de junio de 2018 en Suiza con inicio en la ciudad de Frauenfeld y final en la ciudad de Bellinzona. El recorrido consistió de un total de 9 etapas sobre una distancia total de 1215,4 km.
La carrera hizo parte del UCI WorldTour 2018 calendario ciclístico de máximo nivel mundial, siendo la vigésimo cuarta carrera de dicho circuito y fue ganada por el ciclista australiano Richie Porte del equipo BMC Racing. El podio lo completaron el ciclista danés Jakob Fuglsang del equipo Astana y el ciclista colombiano Nairo Quintana del equipo Movistar.

## Equipos participantes
Tomaron parte en la carrera 21 equipos: 18 de categoría UCI WorldTeam; y 3 de categoría Profesional Continental. Formando así un pelotón de 147 ciclistas de los que terminaron 137. Los equipos participantes fueron:
| WorldTeams (18)- AG2R La Mondiale - Astana - Bahrain-Merida - BMC Racing Team - Bora-Hansgrohe - Dimension Data - EF Education First-Drapac p/b Cannondale - Groupama-FDJ - Katusha-Alpecin - Lotto NL-Jumbo - Lotto Soudal - Mitchelton-Scott - Movistar Team - Quick-Step Floors - Sky - Team Sunweb - Trek-Segafredo - UAE Team Emirates Equipos continentales profesionales (3)- Aqua Blue Sport - Direct Énergie - Nippo-Vini Fantini-Europa Ovini |
| |

## Recorrido
La Vuelta a Suiza dispuso de nueve etapas para un recorrido total de 1215,4 kilómetros, dividido en una contrarreloj por equipos, tres etapas de media montaña, tres etapas de alta montaña, una etapa con un recorrido llano y una contrarreloj por equipos en el último día de la carrera.
| Etapa     | Fecha     | Recorrido                 | type                     | Distancia (km) | Ganador                 | Líder        |
| --------- | --------- | ------------------------- | ------------------------ | -------------- | ----------------------- | ------------ |
| 1.ª etapa | 9 de jun  | Frauenfeld – Frauenfeld   | contrarreloj por equipos | 18,3           | BMC Racing Team         | Stefan Küng  |
| 2.ª etapa | 10 de jun | Frauenfeld – Frauenfeld   | etapa escarpada          | 155            | Peter Sagan             | Stefan Küng  |
| 3.ª etapa | 11 de jun | Oberstammheim – Gansingen | etapa escarpada          | 182,8          | Sonny Colbrelli         | Stefan Küng  |
| 4.ª etapa | 12 de jun | Gansingen – Gstaad        | etapa de media montaña   | 189,2          | Christopher Juul-Jensen | Stefan Küng  |
| 5.ª etapa | 13 de jun | Gstaad – Leukerbad        | etapa de montaña         | 155,7          | Diego Ulissi            | Richie Porte |
| 6.ª etapa | 14 de jun | Fiesch – Gommiswald       | etapa de montaña         | 186            | Søren Kragh Andersen    | Richie Porte |
| 7.ª etapa | 15 de jun | Eschenbach – Arosa        | etapa de montaña         | 170,5          | Nairo Quintana          | Richie Porte |
| 8.ª etapa | 16 de jun | Bellinzona – Bellinzona   | etapa llana              | 123,8          | Arnaud Démare           | Richie Porte |
| 9.ª etapa | 17 de jun | Bellinzona – Bellinzona   | contrarreloj individual  | 34,1           | Stefan Küng             | Richie Porte |

## Desarrollo de la carrera

### 1.ª etapa
| Frauenfeld - Frauenfeld | contrarreloj por equipos | (18,3 km) |

| \| Clasificación de la etapa \| Clasificación de la etapa \| Clasificación de la etapa \| Clasificación de la etapa \| Clasificación de la etapa \| Clasificación de la etapa \| \| Equipo \| Equipo \| Tiempo \| Diferencia \| Promedio \| \| \| ------------------------- \| ------------------------- \| ------------------------- \| ------------------------- \| ------------------------- \| ------------------------- \| \| 1.º \| BMC Racing Team \| 20 min 18 s \| 0 s \| 53.202 km/h \| \| \| 2.º \| Team Sunweb \| 20 min 38 s \| + 20 s \| 52.342 km/h \| \| \| 3.º \| Quick-Step Floors \| 20 min 45 s \| + 27 s \| 52.048 km/h \| \| \| 4.º \| Bora-Hansgrohe \| 20 min 45 s \| + 27 s \| 52.048 km/h \| \| \| 5.º \| Mitchelton-Scott \| 20 min 47 s \| + 29 s \| 51.965 km/h \| \| \| 6.º \| Movistar Team \| 20 min 51 s \| + 33 s \| 51.799 km/h \| \| \| 7.º \| Bahrain-Merida \| 20 min 54 s \| + 36 s \| 51.675 km/h \| \| \| 8.º \| Groupama-FDJ \| 21 min 03 s \| + 45 s \| 51.306 km/h \| \| \| 9.º \| Katusha-Alpecin \| 21 min 04 s \| + 46 s \| 51.266 km/h \| \| \| 10.º \| UAE Team Emirates \| 21 min 08 s \| + 50 s \| 51.104 km/h \| \| |                   |             |            |             |
| |                   |             |            |             |
| Fuente: ProCyclingStats |                   |             |            |             |
| Clasificación de la etapa |                   |             |            |             |
| Equipo | Equipo            | Tiempo      | Diferencia | Promedio    |
| 1.º | BMC Racing Team   | 20 min 18 s | 0 s        | 53.202 km/h |
| 2.º | Team Sunweb       | 20 min 38 s | + 20 s     | 52.342 km/h |
| 3.º | Quick-Step Floors | 20 min 45 s | + 27 s     | 52.048 km/h |
| 4.º | Bora-Hansgrohe    | 20 min 45 s | + 27 s     | 52.048 km/h |
| 5.º | Mitchelton-Scott  | 20 min 47 s | + 29 s     | 51.965 km/h |
| 6.º | Movistar Team     | 20 min 51 s | + 33 s     | 51.799 km/h |
| 7.º | Bahrain-Merida    | 20 min 54 s | + 36 s     | 51.675 km/h |
| 8.º | Groupama-FDJ      | 21 min 03 s | + 45 s     | 51.306 km/h |
| 9.º | Katusha-Alpecin   | 21 min 04 s | + 46 s     | 51.266 km/h |
| 10.º | UAE Team Emirates | 21 min 08 s | + 50 s     | 51.104 km/h |

| \| Clasificación general \| Clasificación general \| Clasificación general \| Clasificación general \| Clasificación general \| \| Ciclista \| Ciclista \| Equipo \| Tiempo \| \| \| --------------------- \| --------------------- \| --------------------- \| --------------------- \| --------------------- \| \| 1.º \| Stefan Küng \| BMC Racing Team \| 20 min 18 s \| \| \| 2.º \| Richie Porte \| BMC Racing Team \| + 0 s \| \| \| 3.º \| Greg Van Avermaet \| BMC Racing Team \| + 0 s \| \| \| 4.º \| Tejay van Garderen \| BMC Racing Team \| + 0 s \| \| \| 5.º \| Wilco Kelderman \| Team Sunweb \| + 20 s \| \| \| 6.º \| Sam Oomen \| Team Sunweb \| + 20 s \| \| \| 7.º \| Søren Kragh Andersen \| Team Sunweb \| + 20 s \| \| \| 8.º \| Michael Matthews \| Team Sunweb \| + 20 s \| \| \| 9.º \| Simon Gerrans \| BMC Racing Team \| + 25 s \| \| \| 10.º \| Philippe Gilbert \| Quick-Step Floors \| + 27 s \| \| |                      |                   |             |
| |                      |                   |             |
| Fuente: ProCyclingStats |                      |                   |             |
| Clasificación general |                      |                   |             |
| Ciclista | Ciclista             | Equipo            | Tiempo      |
| 1.º | Stefan Küng          | BMC Racing Team   | 20 min 18 s |
| 2.º | Richie Porte         | BMC Racing Team   | + 0 s       |
| 3.º | Greg Van Avermaet    | BMC Racing Team   | + 0 s       |
| 4.º | Tejay van Garderen   | BMC Racing Team   | + 0 s       |
| 5.º | Wilco Kelderman      | Team Sunweb       | + 20 s      |
| 6.º | Sam Oomen            | Team Sunweb       | + 20 s      |
| 7.º | Søren Kragh Andersen | Team Sunweb       | + 20 s      |
| 8.º | Michael Matthews     | Team Sunweb       | + 20 s      |
| 9.º | Simon Gerrans        | BMC Racing Team   | + 25 s      |
| 10.º | Philippe Gilbert     | Quick-Step Floors | + 27 s      |

### 2.ª etapa
| Frauenfeld - Frauenfeld | etapa escarpada | (155 km) |

| \| Clasificación de la etapa \| Clasificación de la etapa \| Clasificación de la etapa \| Clasificación de la etapa \| Clasificación de la etapa \| \| Ciclista \| Ciclista \| Equipo \| Tiempo \| \| \| ------------------------- \| ------------------------- \| ------------------------- \| ------------------------- \| ------------------------- \| \| 1.º \| Peter Sagan \| Bora-Hansgrohe \| 3 h 50 min 09 s \| \| \| 2.º \| Fernando Gaviria \| Quick-Step Floors \| + 0 s \| \| \| 3.º \| Nathan Haas \| Katusha-Alpecin \| + 0 s \| \| \| 4.º \| Michael Matthews \| Team Sunweb \| + 0 s \| \| \| 5.º \| Mark Padun \| Bahrain-Merida \| + 0 s \| \| \| 6.º \| Enrico Gasparotto \| Bahrain-Merida \| + 0 s \| \| \| 7.º \| Enrico Battaglin \| LottoNL-Jumbo \| + 0 s \| \| \| 8.º \| Greg Van Avermaet \| BMC Racing Team \| + 0 s \| \| \| 9.º \| Arthur Vichot \| Groupama-FDJ \| + 0 s \| \| \| 10.º \| Steven Kruijswijk \| LottoNL-Jumbo \| + 0 s \| \| |                   |                   |                 |
| |                   |                   |                 |
| Fuente: ProCyclingStats |                   |                   |                 |
| Clasificación de la etapa |                   |                   |                 |
| Ciclista | Ciclista          | Equipo            | Tiempo          |
| 1.º | Peter Sagan       | Bora-Hansgrohe    | 3 h 50 min 09 s |
| 2.º | Fernando Gaviria  | Quick-Step Floors | + 0 s           |
| 3.º | Nathan Haas       | Katusha-Alpecin   | + 0 s           |
| 4.º | Michael Matthews  | Team Sunweb       | + 0 s           |
| 5.º | Mark Padun        | Bahrain-Merida    | + 0 s           |
| 6.º | Enrico Gasparotto | Bahrain-Merida    | + 0 s           |
| 7.º | Enrico Battaglin  | LottoNL-Jumbo     | + 0 s           |
| 8.º | Greg Van Avermaet | BMC Racing Team   | + 0 s           |
| 9.º | Arthur Vichot     | Groupama-FDJ      | + 0 s           |
| 10.º | Steven Kruijswijk | LottoNL-Jumbo     | + 0 s           |

| \| Clasificación general \| Clasificación general \| Clasificación general \| Clasificación general \| Clasificación general \| \| Ciclista \| Ciclista \| Equipo \| Tiempo \| \| \| --------------------- \| --------------------- \| --------------------- \| --------------------- \| --------------------- \| \| 1.º \| Stefan Küng \| BMC Racing Team \| 4 h 10 min 24 s \| \| \| 2.º \| Greg Van Avermaet \| BMC Racing Team \| + 3 s \| \| \| 3.º \| Richie Porte \| BMC Racing Team \| + 3 s \| \| \| 4.º \| Tejay van Garderen \| BMC Racing Team \| + 3 s \| \| \| 5.º \| Peter Sagan \| Bora-Hansgrohe \| + 20 s \| \| \| 6.º \| Michael Matthews \| Team Sunweb \| + 23 s \| \| \| 7.º \| Wilco Kelderman \| Team Sunweb \| + 23 s \| \| \| 8.º \| Sam Oomen \| Team Sunweb \| + 23 s \| \| \| 9.º \| Simon Gerrans \| BMC Racing Team \| + 28 s \| \| \| 10.º \| Gregor Mühlberger \| Bora-Hansgrohe \| + 30 s \| \| |                    |                 |                 |
| |                    |                 |                 |
| Fuente: ProCyclingStats |                    |                 |                 |
| Clasificación general |                    |                 |                 |
| Ciclista | Ciclista           | Equipo          | Tiempo          |
| 1.º | Stefan Küng        | BMC Racing Team | 4 h 10 min 24 s |
| 2.º | Greg Van Avermaet  | BMC Racing Team | + 3 s           |
| 3.º | Richie Porte       | BMC Racing Team | + 3 s           |
| 4.º | Tejay van Garderen | BMC Racing Team | + 3 s           |
| 5.º | Peter Sagan        | Bora-Hansgrohe  | + 20 s          |
| 6.º | Michael Matthews   | Team Sunweb     | + 23 s          |
| 7.º | Wilco Kelderman    | Team Sunweb     | + 23 s          |
| 8.º | Sam Oomen          | Team Sunweb     | + 23 s          |
| 9.º | Simon Gerrans      | BMC Racing Team | + 28 s          |
| 10.º | Gregor Mühlberger  | Bora-Hansgrohe  | + 30 s          |

### 3.ª etapa
| Oberstammheim - Gansingen | etapa escarpada | (182,8 km) |

| \| Clasificación de la etapa \| Clasificación de la etapa \| Clasificación de la etapa \| Clasificación de la etapa \| Clasificación de la etapa \| \| Ciclista \| Ciclista \| Equipo \| Tiempo \| \| \| ------------------------- \| ------------------------- \| ------------------------- \| ------------------------- \| ------------------------- \| \| 1.º \| Sonny Colbrelli \| Bahrain-Merida \| 4 h 39 min 51 s \| \| \| 2.º \| Fernando Gaviria \| Quick-Step Floors \| + 0 s \| \| \| 3.º \| Peter Sagan \| Bora-Hansgrohe \| + 0 s \| \| \| 4.º \| Michael Albasini \| Mitchelton-Scott \| + 0 s \| \| \| 5.º \| Magnus Cort \| Astana \| + 0 s \| \| \| 6.º \| Michael Matthews \| Team Sunweb \| + 0 s \| \| \| 7.º \| Enrico Battaglin \| LottoNL-Jumbo \| + 0 s \| \| \| 8.º \| Jasper Stuyven \| Trek-Segafredo \| + 0 s \| \| \| 9.º \| Diego Ulissi \| UAE Team Emirates \| + 0 s \| \| \| 10.º \| Sep Vanmarcke \| EF Education First-Drapac \| + 0 s \| \| |                  |                           |                 |
| |                  |                           |                 |
| Fuente: ProCyclingStats |                  |                           |                 |
| Clasificación de la etapa |                  |                           |                 |
| Ciclista | Ciclista         | Equipo                    | Tiempo          |
| 1.º | Sonny Colbrelli  | Bahrain-Merida            | 4 h 39 min 51 s |
| 2.º | Fernando Gaviria | Quick-Step Floors         | + 0 s           |
| 3.º | Peter Sagan      | Bora-Hansgrohe            | + 0 s           |
| 4.º | Michael Albasini | Mitchelton-Scott          | + 0 s           |
| 5.º | Magnus Cort      | Astana                    | + 0 s           |
| 6.º | Michael Matthews | Team Sunweb               | + 0 s           |
| 7.º | Enrico Battaglin | LottoNL-Jumbo             | + 0 s           |
| 8.º | Jasper Stuyven   | Trek-Segafredo            | + 0 s           |
| 9.º | Diego Ulissi     | UAE Team Emirates         | + 0 s           |
| 10.º | Sep Vanmarcke    | EF Education First-Drapac | + 0 s           |

| \| Clasificación general \| Clasificación general \| Clasificación general \| Clasificación general \| Clasificación general \| \| Ciclista \| Ciclista \| Equipo \| Tiempo \| \| \| --------------------- \| --------------------- \| --------------------- \| --------------------- \| --------------------- \| \| 1.º \| Stefan Küng \| BMC Racing Team \| 8 h 50 min 15 s \| \| \| 2.º \| Greg Van Avermaet \| BMC Racing Team \| + 3 s \| \| \| 3.º \| Richie Porte \| BMC Racing Team \| + 3 s \| \| \| 4.º \| Tejay van Garderen \| BMC Racing Team \| + 3 s \| \| \| 5.º \| Peter Sagan \| Bora-Hansgrohe \| + 16 s \| \| \| 6.º \| Michael Matthews \| Team Sunweb \| + 23 s \| \| \| 7.º \| Wilco Kelderman \| Team Sunweb \| + 23 s \| \| \| 8.º \| Sam Oomen \| Team Sunweb \| + 23 s \| \| \| 9.º \| Gregor Mühlberger \| Bora-Hansgrohe \| + 30 s \| \| \| 10.º \| Enric Mas \| Quick-Step Floors \| + 30 s \| \| |                    |                   |                 |
| |                    |                   |                 |
| Fuente: ProCyclingStats |                    |                   |                 |
| Clasificación general |                    |                   |                 |
| Ciclista | Ciclista           | Equipo            | Tiempo          |
| 1.º | Stefan Küng        | BMC Racing Team   | 8 h 50 min 15 s |
| 2.º | Greg Van Avermaet  | BMC Racing Team   | + 3 s           |
| 3.º | Richie Porte       | BMC Racing Team   | + 3 s           |
| 4.º | Tejay van Garderen | BMC Racing Team   | + 3 s           |
| 5.º | Peter Sagan        | Bora-Hansgrohe    | + 16 s          |
| 6.º | Michael Matthews   | Team Sunweb       | + 23 s          |
| 7.º | Wilco Kelderman    | Team Sunweb       | + 23 s          |
| 8.º | Sam Oomen          | Team Sunweb       | + 23 s          |
| 9.º | Gregor Mühlberger  | Bora-Hansgrohe    | + 30 s          |
| 10.º | Enric Mas          | Quick-Step Floors | + 30 s          |

### 4.ª etapa
| Gansingen - Gstaad | etapa de media montaña | (189,2 km) |

| \| Clasificación de la etapa \| Clasificación de la etapa \| Clasificación de la etapa \| Clasificación de la etapa \| Clasificación de la etapa \| \| Ciclista \| Ciclista \| Equipo \| Tiempo \| \| \| ------------------------- \| ------------------------- \| ------------------------- \| ------------------------- \| ------------------------- \| \| 1.º \| Christopher Juul-Jensen \| Mitchelton-Scott \| 4 h 35 min 56 s \| \| \| 2.º \| Michael Matthews \| Team Sunweb \| + 8 s \| \| \| 3.º \| Yves Lampaert \| Quick-Step Floors \| + 8 s \| \| \| 4.º \| Peter Sagan \| Bora-Hansgrohe \| + 8 s \| \| \| 5.º \| Sonny Colbrelli \| Bahrain-Merida \| + 8 s \| \| \| 6.º \| Magnus Cort \| Astana \| + 8 s \| \| \| 7.º \| Enrico Battaglin \| LottoNL-Jumbo \| + 8 s \| \| \| 8.º \| Michael Albasini \| Mitchelton-Scott \| + 8 s \| \| \| 9.º \| Bjorg Lambrecht \| Lotto-Soudal \| + 8 s \| \| \| 10.º \| José Gonçalves \| Katusha-Alpecin \| + 8 s \| \| |                         |                   |                 |
| |                         |                   |                 |
| Fuente: ProCyclingStats |                         |                   |                 |
| Clasificación de la etapa |                         |                   |                 |
| Ciclista | Ciclista                | Equipo            | Tiempo          |
| 1.º | Christopher Juul-Jensen | Mitchelton-Scott  | 4 h 35 min 56 s |
| 2.º | Michael Matthews        | Team Sunweb       | + 8 s           |
| 3.º | Yves Lampaert           | Quick-Step Floors | + 8 s           |
| 4.º | Peter Sagan             | Bora-Hansgrohe    | + 8 s           |
| 5.º | Sonny Colbrelli         | Bahrain-Merida    | + 8 s           |
| 6.º | Magnus Cort             | Astana            | + 8 s           |
| 7.º | Enrico Battaglin        | LottoNL-Jumbo     | + 8 s           |
| 8.º | Michael Albasini        | Mitchelton-Scott  | + 8 s           |
| 9.º | Bjorg Lambrecht         | Lotto-Soudal      | + 8 s           |
| 10.º | José Gonçalves          | Katusha-Alpecin   | + 8 s           |

| \| Clasificación general \| Clasificación general \| Clasificación general \| Clasificación general \| Clasificación general \| \| Ciclista \| Ciclista \| Equipo \| Tiempo \| \| \| --------------------- \| --------------------- \| --------------------- \| --------------------- \| --------------------- \| \| 1.º \| Stefan Küng \| BMC Racing Team \| 13 h 26 min 19 s \| \| \| 2.º \| Greg Van Avermaet \| BMC Racing Team \| + 3 s \| \| \| 3.º \| Richie Porte \| BMC Racing Team \| + 3 s \| \| \| 4.º \| Tejay van Garderen \| BMC Racing Team \| + 3 s \| \| \| 5.º \| Peter Sagan \| Bora-Hansgrohe \| + 16 s \| \| \| 6.º \| Michael Matthews \| Team Sunweb \| + 17 s \| \| \| 7.º \| Wilco Kelderman \| Team Sunweb \| + 23 s \| \| \| 8.º \| Sam Oomen \| Team Sunweb \| + 23 s \| \| \| 9.º \| Gregor Mühlberger \| Bora-Hansgrohe \| + 30 s \| \| \| 10.º \| Enric Mas \| Quick-Step Floors \| + 30 s \| \| |                    |                   |                  |
| |                    |                   |                  |
| Fuente: ProCyclingStats |                    |                   |                  |
| Clasificación general |                    |                   |                  |
| Ciclista | Ciclista           | Equipo            | Tiempo           |
| 1.º | Stefan Küng        | BMC Racing Team   | 13 h 26 min 19 s |
| 2.º | Greg Van Avermaet  | BMC Racing Team   | + 3 s            |
| 3.º | Richie Porte       | BMC Racing Team   | + 3 s            |
| 4.º | Tejay van Garderen | BMC Racing Team   | + 3 s            |
| 5.º | Peter Sagan        | Bora-Hansgrohe    | + 16 s           |
| 6.º | Michael Matthews   | Team Sunweb       | + 17 s           |
| 7.º | Wilco Kelderman    | Team Sunweb       | + 23 s           |
| 8.º | Sam Oomen          | Team Sunweb       | + 23 s           |
| 9.º | Gregor Mühlberger  | Bora-Hansgrohe    | + 30 s           |
| 10.º | Enric Mas          | Quick-Step Floors | + 30 s           |

### 5.ª etapa
| Gstaad - Leukerbad | etapa de montaña | (155,7 km) |

| \| Clasificación de la etapa \| Clasificación de la etapa \| Clasificación de la etapa \| Clasificación de la etapa \| Clasificación de la etapa \| \| Ciclista \| Ciclista \| Equipo \| Tiempo \| \| \| ------------------------- \| ------------------------- \| ------------------------- \| ------------------------- \| ------------------------- \| \| 1.º \| Diego Ulissi \| UAE Team Emirates \| 3 h 37 min 31 s \| \| \| 2.º \| Enric Mas \| Quick-Step Floors \| + 0 s \| \| \| 3.º \| Tom Slagter \| Dimension Data \| + 0 s \| \| \| 4.º \| Wilco Kelderman \| Team Sunweb \| + 0 s \| \| \| 5.º \| Bauke Mollema \| Trek-Segafredo \| + 0 s \| \| \| 6.º \| Simon Špilak \| Katusha-Alpecin \| + 0 s \| \| \| 7.º \| Nairo Quintana \| Movistar Team \| + 0 s \| \| \| 8.º \| Richie Porte \| BMC Racing Team \| + 0 s \| \| \| 9.º \| Sam Oomen \| Team Sunweb \| + 0 s \| \| \| 10.º \| Bjorg Lambrecht \| Lotto-Soudal \| + 0 s \| \| |                 |                   |                 |
| |                 |                   |                 |
| Fuente: ProCyclingStats |                 |                   |                 |
| Clasificación de la etapa |                 |                   |                 |
| Ciclista | Ciclista        | Equipo            | Tiempo          |
| 1.º | Diego Ulissi    | UAE Team Emirates | 3 h 37 min 31 s |
| 2.º | Enric Mas       | Quick-Step Floors | + 0 s           |
| 3.º | Tom Slagter     | Dimension Data    | + 0 s           |
| 4.º | Wilco Kelderman | Team Sunweb       | + 0 s           |
| 5.º | Bauke Mollema   | Trek-Segafredo    | + 0 s           |
| 6.º | Simon Špilak    | Katusha-Alpecin   | + 0 s           |
| 7.º | Nairo Quintana  | Movistar Team     | + 0 s           |
| 8.º | Richie Porte    | BMC Racing Team   | + 0 s           |
| 9.º | Sam Oomen       | Team Sunweb       | + 0 s           |
| 10.º | Bjorg Lambrecht | Lotto-Soudal      | + 0 s           |

| \| Clasificación general \| Clasificación general \| Clasificación general \| Clasificación general \| Clasificación general \| \| Ciclista \| Ciclista \| Equipo \| Tiempo \| \| \| --------------------- \| --------------------- \| --------------------- \| --------------------- \| --------------------- \| \| 1.º \| Richie Porte \| BMC Racing Team \| 17 h 03 min 53 s \| \| \| 2.º \| Wilco Kelderman \| Team Sunweb \| + 20 s \| \| \| 3.º \| Sam Oomen \| Team Sunweb \| + 20 s \| \| \| 4.º \| Enric Mas \| Quick-Step Floors \| + 21 s \| \| \| 5.º \| Jack Haig \| Mitchelton-Scott \| + 29 s \| \| \| 6.º \| Nairo Quintana \| Movistar Team \| + 33 s \| \| \| 7.º \| Ion Izagirre \| Bahrain-Merida \| + 36 s \| \| \| 8.º \| Diego Ulissi \| UAE Team Emirates \| + 40 s \| \| \| 9.º \| Simon Špilak \| Katusha-Alpecin \| + 46 s \| \| \| 10.º \| Mikel Landa \| Movistar Team \| + 47 s \| \| |                 |                   |                  |
| |                 |                   |                  |
| Fuente: ProCyclingStats |                 |                   |                  |
| Clasificación general |                 |                   |                  |
| Ciclista | Ciclista        | Equipo            | Tiempo           |
| 1.º | Richie Porte    | BMC Racing Team   | 17 h 03 min 53 s |
| 2.º | Wilco Kelderman | Team Sunweb       | + 20 s           |
| 3.º | Sam Oomen       | Team Sunweb       | + 20 s           |
| 4.º | Enric Mas       | Quick-Step Floors | + 21 s           |
| 5.º | Jack Haig       | Mitchelton-Scott  | + 29 s           |
| 6.º | Nairo Quintana  | Movistar Team     | + 33 s           |
| 7.º | Ion Izagirre    | Bahrain-Merida    | + 36 s           |
| 8.º | Diego Ulissi    | UAE Team Emirates | + 40 s           |
| 9.º | Simon Špilak    | Katusha-Alpecin   | + 46 s           |
| 10.º | Mikel Landa     | Movistar Team     | + 47 s           |

### 6.ª etapa
| Fiesch - Gommiswald | etapa de montaña | (186 km) |

| \| Clasificación de la etapa \| Clasificación de la etapa \| Clasificación de la etapa \| Clasificación de la etapa \| Clasificación de la etapa \| \| Ciclista \| Ciclista \| Equipo \| Tiempo \| \| \| ------------------------- \| ------------------------- \| ------------------------- \| ------------------------- \| ------------------------- \| \| 1.º \| Søren Kragh Andersen \| Team Sunweb \| 4 h 59 min 53 s \| \| \| 2.º \| Nathan Haas \| Katusha-Alpecin \| + 10 s \| \| \| 3.º \| Gorka Izagirre \| Bahrain-Merida \| + 24 s \| \| \| 4.º \| Maxime Monfort \| Lotto-Soudal \| + 25 s \| \| \| 5.º \| Cyril Gautier \| AG2R La Mondiale \| + 25 s \| \| \| 6.º \| Richie Porte \| BMC Racing Team \| + 27 s \| \| \| 7.º \| Michael Gogl \| Trek-Segafredo \| + 29 s \| \| \| 8.º \| Diego Ulissi \| UAE Team Emirates \| + 39 s \| \| \| 9.º \| Arthur Vichot \| Groupama-FDJ \| + 39 s \| \| \| 10.º \| Mathias Frank \| AG2R La Mondiale \| + 39 s \| \| |                      |                   |                 |
| |                      |                   |                 |
| Fuente: ProCyclingStats |                      |                   |                 |
| Clasificación de la etapa |                      |                   |                 |
| Ciclista | Ciclista             | Equipo            | Tiempo          |
| 1.º | Søren Kragh Andersen | Team Sunweb       | 4 h 59 min 53 s |
| 2.º | Nathan Haas          | Katusha-Alpecin   | + 10 s          |
| 3.º | Gorka Izagirre       | Bahrain-Merida    | + 24 s          |
| 4.º | Maxime Monfort       | Lotto-Soudal      | + 25 s          |
| 5.º | Cyril Gautier        | AG2R La Mondiale  | + 25 s          |
| 6.º | Richie Porte         | BMC Racing Team   | + 27 s          |
| 7.º | Michael Gogl         | Trek-Segafredo    | + 29 s          |
| 8.º | Diego Ulissi         | UAE Team Emirates | + 39 s          |
| 9.º | Arthur Vichot        | Groupama-FDJ      | + 39 s          |
| 10.º | Mathias Frank        | AG2R La Mondiale  | + 39 s          |

| \| Clasificación general \| Clasificación general \| Clasificación general \| Clasificación general \| Clasificación general \| \| Ciclista \| Ciclista \| Equipo \| Tiempo \| \| \| --------------------- \| --------------------- \| --------------------- \| --------------------- \| --------------------- \| \| 1.º \| Richie Porte \| BMC Racing Team \| 22 h 04 min 13 s \| \| \| 2.º \| Wilco Kelderman \| Team Sunweb \| + 32 s \| \| \| 3.º \| Sam Oomen \| Team Sunweb \| + 32 s \| \| \| 4.º \| Enric Mas \| Quick-Step Floors \| + 33 s \| \| \| 5.º \| Jack Haig \| Mitchelton-Scott \| + 41 s \| \| \| 6.º \| Nairo Quintana \| Movistar Team \| + 45 s \| \| \| 7.º \| Ion Izagirre \| Bahrain-Merida \| + 48 s \| \| \| 8.º \| Diego Ulissi \| UAE Team Emirates \| + 52 s \| \| \| 9.º \| Simon Špilak \| Katusha-Alpecin \| + 58 s \| \| \| 10.º \| Mikel Landa \| Movistar Team \| + 59 s \| \| |                 |                   |                  |
| |                 |                   |                  |
| Fuente: ProCyclingStats |                 |                   |                  |
| Clasificación general |                 |                   |                  |
| Ciclista | Ciclista        | Equipo            | Tiempo           |
| 1.º | Richie Porte    | BMC Racing Team   | 22 h 04 min 13 s |
| 2.º | Wilco Kelderman | Team Sunweb       | + 32 s           |
| 3.º | Sam Oomen       | Team Sunweb       | + 32 s           |
| 4.º | Enric Mas       | Quick-Step Floors | + 33 s           |
| 5.º | Jack Haig       | Mitchelton-Scott  | + 41 s           |
| 6.º | Nairo Quintana  | Movistar Team     | + 45 s           |
| 7.º | Ion Izagirre    | Bahrain-Merida    | + 48 s           |
| 8.º | Diego Ulissi    | UAE Team Emirates | + 52 s           |
| 9.º | Simon Špilak    | Katusha-Alpecin   | + 58 s           |
| 10.º | Mikel Landa     | Movistar Team     | + 59 s           |

### 7.ª etapa
| Eschenbach - Arosa | etapa de montaña | (170,5 km) |

| \| Clasificación de la etapa \| Clasificación de la etapa \| Clasificación de la etapa \| Clasificación de la etapa \| Clasificación de la etapa \| \| Ciclista \| Ciclista \| Equipo \| Tiempo \| \| \| ------------------------- \| ------------------------- \| ------------------------- \| ------------------------- \| ------------------------- \| \| 1.º \| Nairo Quintana \| Movistar Team \| 4 h 01 min 39 s \| \| \| 2.º \| Jakob Fuglsang \| Astana \| + 22 s \| \| \| 3.º \| Richie Porte \| BMC Racing Team \| + 22 s \| \| \| 4.º \| Gregor Mühlberger \| Bora-Hansgrohe \| + 38 s \| \| \| 5.º \| Wilco Kelderman \| Team Sunweb \| + 38 s \| \| \| 6.º \| Enric Mas \| Quick-Step Floors \| + 38 s \| \| \| 7.º \| Igor Antón \| Dimension Data \| + 38 s \| \| \| 8.º \| Steven Kruijswijk \| LottoNL-Jumbo \| + 50 s \| \| \| 9.º \| Mikel Landa \| Movistar Team \| + 50 s \| \| \| 10.º \| Sam Oomen \| Team Sunweb \| + 59 s \| \| |                   |                   |                 |
| |                   |                   |                 |
| Fuente: ProCyclingStats |                   |                   |                 |
| Clasificación de la etapa |                   |                   |                 |
| Ciclista | Ciclista          | Equipo            | Tiempo          |
| 1.º | Nairo Quintana    | Movistar Team     | 4 h 01 min 39 s |
| 2.º | Jakob Fuglsang    | Astana            | + 22 s          |
| 3.º | Richie Porte      | BMC Racing Team   | + 22 s          |
| 4.º | Gregor Mühlberger | Bora-Hansgrohe    | + 38 s          |
| 5.º | Wilco Kelderman   | Team Sunweb       | + 38 s          |
| 6.º | Enric Mas         | Quick-Step Floors | + 38 s          |
| 7.º | Igor Antón        | Dimension Data    | + 38 s          |
| 8.º | Steven Kruijswijk | LottoNL-Jumbo     | + 50 s          |
| 9.º | Mikel Landa       | Movistar Team     | + 50 s          |
| 10.º | Sam Oomen         | Team Sunweb       | + 59 s          |

| \| Clasificación general \| Clasificación general \| Clasificación general \| Clasificación general \| Clasificación general \| \| Ciclista \| Ciclista \| Equipo \| Tiempo \| \| \| --------------------- \| --------------------- \| --------------------- \| --------------------- \| --------------------- \| \| 1.º \| Richie Porte \| BMC Racing Team \| 26 h 06 min 10 s \| \| \| 2.º \| Nairo Quintana \| Movistar Team \| + 17 s \| \| \| 3.º \| Wilco Kelderman \| Team Sunweb \| + 52 s \| \| \| 4.º \| Enric Mas \| Quick-Step Floors \| + 53 s \| \| \| 5.º \| Sam Oomen \| Team Sunweb \| + 1 min 13 s \| \| \| 6.º \| Jakob Fuglsang \| Astana \| + 1 min 28 s \| \| \| 7.º \| Mikel Landa \| Movistar Team \| + 1 min 31 s \| \| \| 8.º \| Steven Kruijswijk \| LottoNL-Jumbo \| + 1 min 37 s \| \| \| 9.º \| Simon Špilak \| Katusha-Alpecin \| + 1 min 48 s \| \| \| 10.º \| Bauke Mollema \| Trek-Segafredo \| + 2 min 26 s \| \| |                   |                   |                  |
| |                   |                   |                  |
| Fuente: ProCyclingStats |                   |                   |                  |
| Clasificación general |                   |                   |                  |
| Ciclista | Ciclista          | Equipo            | Tiempo           |
| 1.º | Richie Porte      | BMC Racing Team   | 26 h 06 min 10 s |
| 2.º | Nairo Quintana    | Movistar Team     | + 17 s           |
| 3.º | Wilco Kelderman   | Team Sunweb       | + 52 s           |
| 4.º | Enric Mas         | Quick-Step Floors | + 53 s           |
| 5.º | Sam Oomen         | Team Sunweb       | + 1 min 13 s     |
| 6.º | Jakob Fuglsang    | Astana            | + 1 min 28 s     |
| 7.º | Mikel Landa       | Movistar Team     | + 1 min 31 s     |
| 8.º | Steven Kruijswijk | LottoNL-Jumbo     | + 1 min 37 s     |
| 9.º | Simon Špilak      | Katusha-Alpecin   | + 1 min 48 s     |
| 10.º | Bauke Mollema     | Trek-Segafredo    | + 2 min 26 s     |

### 8.ª etapa
| Bellinzona - Bellinzona | etapa llana | (123,8 km) |

| \| Clasificación de la etapa \| Clasificación de la etapa \| Clasificación de la etapa \| Clasificación de la etapa \| Clasificación de la etapa \| \| Ciclista \| Ciclista \| Equipo \| Tiempo \| \| \| ------------------------- \| --------------------------- \| ------------------------- \| ------------------------- \| ------------------------- \| \| 1.º \| Arnaud Démare \| Groupama-FDJ \| 2 h 41 min 07 s \| \| \| 2.º \| Fernando Gaviria \| Quick-Step Floors \| + 0 s \| \| \| 3.º \| Alexander Kristoff \| UAE Team Emirates \| + 0 s \| \| \| 4.º \| Peter Sagan \| Bora-Hansgrohe \| + 0 s \| \| \| 5.º \| Jasper Stuyven \| Trek-Segafredo \| + 0 s \| \| \| 6.º \| John Degenkolb \| Trek-Segafredo \| + 0 s \| \| \| 7.º \| Reinardt Janse van Rensburg \| Dimension Data \| + 0 s \| \| \| 8.º \| Sonny Colbrelli \| Bahrain-Merida \| + 0 s \| \| \| 9.º \| André Greipel \| Lotto-Soudal \| + 0 s \| \| \| 10.º \| Michael Matthews \| Team Sunweb \| + 0 s \| \| |                             |                   |                 |
| |                             |                   |                 |
| Fuente: ProCyclingStats |                             |                   |                 |
| Clasificación de la etapa |                             |                   |                 |
| Ciclista | Ciclista                    | Equipo            | Tiempo          |
| 1.º | Arnaud Démare               | Groupama-FDJ      | 2 h 41 min 07 s |
| 2.º | Fernando Gaviria            | Quick-Step Floors | + 0 s           |
| 3.º | Alexander Kristoff          | UAE Team Emirates | + 0 s           |
| 4.º | Peter Sagan                 | Bora-Hansgrohe    | + 0 s           |
| 5.º | Jasper Stuyven              | Trek-Segafredo    | + 0 s           |
| 6.º | John Degenkolb              | Trek-Segafredo    | + 0 s           |
| 7.º | Reinardt Janse van Rensburg | Dimension Data    | + 0 s           |
| 8.º | Sonny Colbrelli             | Bahrain-Merida    | + 0 s           |
| 9.º | André Greipel               | Lotto-Soudal      | + 0 s           |
| 10.º | Michael Matthews            | Team Sunweb       | + 0 s           |

| \| Clasificación general \| Clasificación general \| Clasificación general \| Clasificación general \| Clasificación general \| \| Ciclista \| Ciclista \| Equipo \| Tiempo \| \| \| --------------------- \| --------------------- \| --------------------- \| --------------------- \| --------------------- \| \| 1.º \| Richie Porte \| BMC Racing Team \| 28 h 47 min 17 s \| \| \| 2.º \| Nairo Quintana \| Movistar Team \| + 17 s \| \| \| 3.º \| Wilco Kelderman \| Team Sunweb \| + 52 s \| \| \| 4.º \| Enric Mas \| Quick-Step Floors \| + 53 s \| \| \| 5.º \| Sam Oomen \| Team Sunweb \| + 1 min 13 s \| \| \| 6.º \| Jakob Fuglsang \| Astana \| + 1 min 28 s \| \| \| 7.º \| Mikel Landa \| Movistar Team \| + 1 min 31 s \| \| \| 8.º \| Steven Kruijswijk \| LottoNL-Jumbo \| + 1 min 37 s \| \| \| 9.º \| Simon Špilak \| Katusha-Alpecin \| + 1 min 48 s \| \| \| 10.º \| Bauke Mollema \| Trek-Segafredo \| + 2 min 26 s \| \| |                   |                   |                  |
| |                   |                   |                  |
| Fuente: ProCyclingStats |                   |                   |                  |
| Clasificación general |                   |                   |                  |
| Ciclista | Ciclista          | Equipo            | Tiempo           |
| 1.º | Richie Porte      | BMC Racing Team   | 28 h 47 min 17 s |
| 2.º | Nairo Quintana    | Movistar Team     | + 17 s           |
| 3.º | Wilco Kelderman   | Team Sunweb       | + 52 s           |
| 4.º | Enric Mas         | Quick-Step Floors | + 53 s           |
| 5.º | Sam Oomen         | Team Sunweb       | + 1 min 13 s     |
| 6.º | Jakob Fuglsang    | Astana            | + 1 min 28 s     |
| 7.º | Mikel Landa       | Movistar Team     | + 1 min 31 s     |
| 8.º | Steven Kruijswijk | LottoNL-Jumbo     | + 1 min 37 s     |
| 9.º | Simon Špilak      | Katusha-Alpecin   | + 1 min 48 s     |
| 10.º | Bauke Mollema     | Trek-Segafredo    | + 2 min 26 s     |

### 9.ª etapa
| Bellinzona - Bellinzona | contrarreloj individual | (34,1 km) |

| \| Clasificación de la etapa \| Clasificación de la etapa \| Clasificación de la etapa \| Clasificación de la etapa \| Clasificación de la etapa \| \| Ciclista \| Ciclista \| Equipo \| Tiempo \| \| \| ------------------------- \| ------------------------- \| ------------------------- \| ------------------------- \| ------------------------- \| \| 1.º \| Stefan Küng \| BMC Racing Team \| 39 min 44 s \| \| \| 2.º \| Søren Kragh Andersen \| Team Sunweb \| + 19 s \| \| \| 3.º \| Tejay van Garderen \| BMC Racing Team \| + 23 s \| \| \| 4.º \| Maciej Bodnar \| Bora-Hansgrohe \| + 26 s \| \| \| 5.º \| Michael Matthews \| Team Sunweb \| + 26 s \| \| \| 6.º \| Pavel Sivakov \| Team Sky \| + 37 s \| \| \| 7.º \| Cameron Meyer \| Mitchelton-Scott \| + 37 s \| \| \| 8.º \| Jakob Fuglsang \| Astana \| + 38 s \| \| \| 9.º \| Nikias Arndt \| Team Sunweb \| + 44 s \| \| \| 10.º \| Nélson Filippe Oliveira \| Movistar Team \| + 46 s \| \| |                         |                  |             |
| |                         |                  |             |
| Fuente: ProCyclingStats |                         |                  |             |
| Clasificación de la etapa |                         |                  |             |
| Ciclista | Ciclista                | Equipo           | Tiempo      |
| 1.º | Stefan Küng             | BMC Racing Team  | 39 min 44 s |
| 2.º | Søren Kragh Andersen    | Team Sunweb      | + 19 s      |
| 3.º | Tejay van Garderen      | BMC Racing Team  | + 23 s      |
| 4.º | Maciej Bodnar           | Bora-Hansgrohe   | + 26 s      |
| 5.º | Michael Matthews        | Team Sunweb      | + 26 s      |
| 6.º | Pavel Sivakov           | Team Sky         | + 37 s      |
| 7.º | Cameron Meyer           | Mitchelton-Scott | + 37 s      |
| 8.º | Jakob Fuglsang          | Astana           | + 38 s      |
| 9.º | Nikias Arndt            | Team Sunweb      | + 44 s      |
| 10.º | Nélson Filippe Oliveira | Movistar Team    | + 46 s      |

## Clasificaciones finales
Las clasificaciones finalizaron de la siguiente forma:

### Clasificación general
| \| Clasificación general \| Clasificación general \| Clasificación general \| Clasificación general \| Clasificación general \| \| Ciclista \| Ciclista \| Equipo \| Tiempo \| \| \| --------------------- \| --------------------- \| --------------------- \| --------------------- \| --------------------- \| \| 1.º \| Richie Porte \| BMC Racing Team \| 29 h 28 min 05 s \| \| \| 2.º \| Jakob Fuglsang \| Astana \| + 1 min 02 s \| \| \| 3.º \| Nairo Quintana \| Movistar Team \| + 1 min 12 s \| \| \| 4.º \| Enric Mas \| Quick-Step Floors \| + 1 min 20 s \| \| \| 5.º \| Wilco Kelderman \| Team Sunweb \| + 1 min 21 s \| \| \| 6.º \| Simon Špilak \| Katusha-Alpecin \| + 1 min 47 s \| \| \| 7.º \| Sam Oomen \| Team Sunweb \| + 1 min 52 s \| \| \| 8.º \| Steven Kruijswijk \| LottoNL-Jumbo \| + 1 min 59 s \| \| \| 9.º \| Diego Ulissi \| UAE Team Emirates \| + 2 min 27 s \| \| \| 10.º \| Arthur Vichot \| Groupama-FDJ \| + 2 min 41 s \| \| |                   |                   |                  |
| |                   |                   |                  |
| Fuente: ProCyclingStats |                   |                   |                  |
| Clasificación general |                   |                   |                  |
| Ciclista | Ciclista          | Equipo            | Tiempo           |
| 1.º | Richie Porte      | BMC Racing Team   | 29 h 28 min 05 s |
| 2.º | Jakob Fuglsang    | Astana            | + 1 min 02 s     |
| 3.º | Nairo Quintana    | Movistar Team     | + 1 min 12 s     |
| 4.º | Enric Mas         | Quick-Step Floors | + 1 min 20 s     |
| 5.º | Wilco Kelderman   | Team Sunweb       | + 1 min 21 s     |
| 6.º | Simon Špilak      | Katusha-Alpecin   | + 1 min 47 s     |
| 7.º | Sam Oomen         | Team Sunweb       | + 1 min 52 s     |
| 8.º | Steven Kruijswijk | LottoNL-Jumbo     | + 1 min 59 s     |
| 9.º | Diego Ulissi      | UAE Team Emirates | + 2 min 27 s     |
| 10.º | Arthur Vichot     | Groupama-FDJ      | + 2 min 41 s     |

### Clasificación por puntos
| Clasificación por puntos | Clasificación por puntos | Clasificación por puntos | Clasificación por puntos | Clasificación por puntos |
| Ciclista                 | Ciclista                 | Equipo                   | Puntos                   |                          |
| ------------------------ | ------------------------ | ------------------------ | ------------------------ | ------------------------ |
| 1.º                      | Peter Sagan              | Bora-Hansgrohe           | 26 pts                   |                          |
| 2.º                      | Michael Matthews         | Team Sunweb              | 26 pts                   |                          |
| 3.º                      | Søren Kragh Andersen     | Team Sunweb              | 21 pts                   |                          |
| 4.º                      | Willie Smit              | Katusha-Alpecin          | 21 pts                   |                          |
| 5.º                      | Calvin Watson            | Aqua Blue Sport          | 19 pts                   |                          |
| 6.º                      | Stefan Küng              | BMC Racing Team          | 18 pts                   |                          |
| 7.º                      | Gorka Izagirre           | Bahrain-Merida           | 18 pts                   |                          |
| 8.º                      | Christopher Juul-Jensen  | Mitchelton-Scott         | 15 pts                   |                          |
| 9.º                      | Sonny Colbrelli          | Bahrain-Merida           | 14 pts                   |                          |
| 10.º                     | Nathan Haas              | Katusha-Alpecin          | 14 pts                   |                          |

### Clasificación de la montaña
| Clasificación de la montaña | Clasificación de la montaña | Clasificación de la montaña     | Clasificación de la montaña | Clasificación de la montaña |
| Ciclista                    | Ciclista                    | Equipo                          | Puntos                      |                             |
| --------------------------- | --------------------------- | ------------------------------- | --------------------------- | --------------------------- |
| 1.º                         | Mark Christian              | Aqua Blue Sport                 | 36 pts                      |                             |
| 2.º                         | Nathan Haas                 | Katusha-Alpecin                 | 32 pts                      |                             |
| 3.º                         | Romain Sicard               | Direct Énergie                  | 24 pts                      |                             |
| 4.º                         | Nairo Quintana              | Movistar Team                   | 20 pts                      |                             |
| 5.º                         | Lawrence Warbasse           | Aqua Blue Sport                 | 20 pts                      |                             |
| 6.º                         | Rein Taaramäe               | Direct Énergie                  | 20 pts                      |                             |
| 7.º                         | Filippo Zaccanti            | Nippo-Vini Fantini-Europa Ovini | 17 pts                      |                             |
| 8.º                         | Nans Peters                 | AG2R La Mondiale                | 16 pts                      |                             |
| 9.º                         | Maxime Monfort              | Lotto-Soudal                    | 16 pts                      |                             |
| 10.º                        | Daniel Oss                  | Bora-Hansgrohe                  | 15 pts                      |                             |

### Clasificación del mejor joven
| Clasificación del mejor joven | Clasificación del mejor joven | Clasificación del mejor joven | Clasificación del mejor joven | Clasificación del mejor joven |
| Ciclista                      | Ciclista                      | Equipo                        | Tiempo                        |                               |
| ----------------------------- | ----------------------------- | ----------------------------- | ----------------------------- | ----------------------------- |
| 1.º                           | Enric Mas                     | Quick-Step Floors             | 29 h 29 min 25 s              |                               |
| 2.º                           | Sam Oomen                     | Team Sunweb                   | + 32 s                        |                               |
| 3.º                           | Pavel Sivakov                 | Team Sky                      | + 2 min 27 s                  |                               |
| 4.º                           | Hugh Carthy                   | EF Education First-Drapac     | + 3 min 12 s                  |                               |
| 5.º                           | Bjorg Lambrecht               | Lotto-Soudal                  | + 4 min 11 s                  |                               |
| 6.º                           | Merhawi Kudus                 | Dimension Data                | + 10 min 58 s                 |                               |
| 7.º                           | Gregor Mühlberger             | Bora-Hansgrohe                | + 11 min 13 s                 |                               |
| 8.º                           | Mark Padun                    | Bahrain-Merida                | + 20 min 06 s                 |                               |
| 9.º                           | Nans Peters                   | AG2R La Mondiale              | + 26 min 15 s                 |                               |
| 10.º                          | Steff Cras                    | Katusha-Alpecin               | + 28 min 41 s                 |                               |

### Clasificación por equipos
| Clasificación por equipos | Clasificación por equipos | Clasificación por equipos | Clasificación por equipos |
| Equipo                    | Equipo                    | Tiempo                    |                           |
| ------------------------- | ------------------------- | ------------------------- | ------------------------- |
| 1.º                       | Astana                    | 1 h 27 min 52 s           |                           |
| 2.º                       | Movistar Team             | + 4 min 45 s              |                           |
| 3.º                       | AG2R La Mondiale          | + 4 min 54 s              |                           |
| 4.º                       | Team Sunweb               | + 5 min 09 s              |                           |
| 5.º                       | BMC Racing Team           | + 15 min 14 s             |                           |
| 6.º                       | Bahrain-Merida            | + 18 min 58 s             |                           |
| 7.º                       | Katusha-Alpecin           | + 19 min 46 s             |                           |
| 8.º                       | Lotto NL-Jumbo            | + 23 min 21 s             |                           |
| 9.º                       | Dimension Data            | + 37 min 46 s             |                           |
| 10.º                      | Trek-Segafredo            | + 42 min 07 s             |                           |

## Evolución de las clasificaciones
| Etapa                   | Vencedor                | Clasificación general | Clasificación por puntos | Clasificación de la montaña | Clasificación de los jóvenes | Clasificación del mejor suizo | Clasificación por equipos |
| ----------------------- | ----------------------- | --------------------- | ------------------------ | --------------------------- | ---------------------------- | ----------------------------- | ------------------------- |
| 1.ª                     | BMC Racing              | Stefan Küng           | no se entregó            | no se entregó               | Sam Oomen                    | Stefan Küng                   | BMC Racing                |
| 2.ª                     | Peter Sagan             | Stefan Küng           | Calvin Watson            | Filippo Zaccanti            | Sam Oomen                    | Stefan Küng                   | BMC Racing                |
| 3.ª                     | Sonny Colbrelli         | Stefan Küng           | Calvin Watson            | Filippo Zaccanti            | Sam Oomen                    | Stefan Küng                   | BMC Racing                |
| 4.ª                     | Christopher Juul-Jensen | Stefan Küng           | Peter Sagan              | Filippo Zaccanti            | Sam Oomen                    | Stefan Küng                   | BMC Racing                |
| 5.ª                     | Diego Ulissi            | Richie Porte          | Peter Sagan              | Romain Sicard               | Sam Oomen                    | Mathias Frank                 | Movistar                  |
| 6.ª                     | Søren Kragh Andersen    | Richie Porte          | Peter Sagan              | Mark Christian              | Sam Oomen                    | Mathias Frank                 | Movistar                  |
| 7.ª                     | Nairo Quintana          | Richie Porte          | Michael Matthews         | Mark Christian              | Enric Mas                    | Mathias Frank                 | Astana                    |
| 8.ª                     | Arnaud Démare           | Richie Porte          | Peter Sagan              | Mark Christian              | Enric Mas                    | Mathias Frank                 | Astana                    |
| 9.ª                     | Stefan Küng             | Richie Porte          | Peter Sagan              | Mark Christian              | Enric Mas                    | Mathias Frank                 | Astana                    |
| Clasificaciones finales | Clasificaciones finales | Richie Porte          | Peter Sagan              | Mark Christian              | Enric Mas                    | Mathias Frank                 | Astana                    |

## UCI World Ranking
La Vuelta a Suiza otorga puntos para el UCI WorldTour 2018 y el UCI World Ranking, este último para corredores de los equipos en las categorías UCI WorldTeam, Profesional Continental y Equipos Continentales. Las siguientes tablas muestran el baremo de puntuación y los 10 corredores que obtuvieron más puntos:
| Posición              | 1.º | 2.º | 3.º | 4.º | 5.º | 6.º | 7.º | 8.º | 9.º | 10.º | 11.º | 12.º | 13.º | 14.º | 15.º | 16.º-20.º | 21.º-30.º | 31.º-50.º | 51.º-55.º | 56.º-60.º |
| Clasificación general | 500 | 400 | 325 | 275 | 225 | 175 | 150 | 125 | 100 | 85   | 70   | 60   | 50   | 40   | 35   | 30        | 20        | 10        | 5         | 3         |
| Por etapa             | 60  | 25  | 10  |     |     |     |     |     |     |      |      |      |      |      |      |           |           |           |           |           |
| Líder                 | 10  |     |     |     |     |     |     |     |     |      |      |      |      |      |      |           |           |           |           |           |

| Clasificación |                   |                   |         |       |       |        |
| Posición      | Ciclista          | Equipo            | General | Etapa | Líder | Total  |
| ------------- | ----------------- | ----------------- | ------- | ----- | ----- | ------ |
| 1.º           | Richie Porte      | BMC Racing        | 500     | 18,57 | 40    | 558,57 |
| 2.º           | Jakob Fuglsang    | Astana            | 400     | 25    | -     | 425    |
| 3.º           | Nairo Quintana    | Movistar          | 325     | 60    | -     | 385    |
| 4.º           | Enric Mas         | Quick-Step Floors | 275     | 26,43 | -     | 301,43 |
| 5.º           | Wilco Kelderman   | Sunweb            | 225     | 3,57  | -     | 228,57 |
| 6.º           | Simon Špilak      | Katusha-Alpecin   | 175     | -     | -     | 175    |
| 7.º           | Diego Ulissi      | UAE Emirates      | 100     | 60    | -     | 160    |
| 8.º           | Sam Oomen         | Sunweb            | 150     | 3,57  | -     | 153,57 |
| 9.º           | Steven Kruijswijk | LottoNL-Jumbo     | 125     | -     | -     | 125    |
| 10.º          | Stefan Küng       | BMC Racing        | 10      | 68,57 | 40    | 118,57 |